# Dale Stephens
Dale Christopher Stephens (12 de juny de 1989) és un futbolista professional anglès que juga de centrecampista pel Brighton & Hove Albion FC de la Premier League.